# Mysikrólik złotogłowy
Mysikrólik złotogłowy (Regulus satrapa) – gatunek małego ptaka z rodziny mysikrólików (Regulidae), wcześniej zaliczany do pokrzewkowatych.

## Systematyka
Wyróżniono kilka podgatunków R. satrapa:
- Regulus satrapa olivaceus – skrajnie południowo-wschodnia Alaska i południowo-zachodnia Kanada do Oregonu (północno-zachodnie USA).
- Regulus satrapa apache – środkowa Alaska przez zachodnio-środkową Kanadę i zachodnio-środkowe USA do północnego Meksyku.
- Regulus satrapa satrapa – środkowa i wschodnia Kanada, północno-wschodnie USA.
- Regulus satrapa aztecus – środkowy Meksyk.
- Regulus satrapa clarus – południowy Meksyk i Gwatemala.

## Morfologia i tryb życia
Długość ciała 9–10 cm. Pasek ciemieniowy u samca pomarańczowy, u samicy żółty, u obu płci jest on obwiedziony; biała brew. Pióra oliwkowoszare, jaśniejsze od spodu. Na brązowych skrzydłach widoczne 2 białe paski. Ogon krótki. Nieustannie żeruje, często na krótki moment zawisa w powietrzu wokół gałązek. Charakterystycznie, nerwowo potrząsa skrzydłami.

## Zasięg, środowisko
Gniazda zakłada w cienistych lasach iglastych wschodniej, zachodniej i północnej części Ameryki Północnej. Zimę spędza w lasach środkowej i południowej części tego kontynentu. Izolowane, niemigrujące populacje w górach środkowego i południowego Meksyku oraz Gwatemali.

## Status
IUCN uznaje mysikrólika złotogłowego za gatunek najmniejszej troski (LC, Least Concern) nieprzerwanie od 1988 roku. Organizacja Partners in Flight szacuje liczebność populacji lęgowej na około 100 milionów osobników.